# 斐濟馬面魨
斐濟馬面魨（学名：Thamnaconus fijiensis）為輻鰭魚綱魨形目鱗魨亞目單棘魨科的其中一種熱帶海水魚，其种加词“fijiensis”意为“斐济的”。分布于西太平洋區的斐濟及新喀里多尼亞海域，棲息深度130-210公尺，體長可達15.3公分，棲息在底層水域，生活習性不明。